# (715) Трансваалия
(715) Трансваалия (лат. Transvaalia) — небольшой астероид из группы главного пояса, который был открыт 22 апреля 1911 года южноафриканским астрономом Гарри Вудом в  обсерватории Йоханнесбурга и назван в честь провинции Трансвааль в ЮАР. Это первый астероид, открытый Вудом, а также открытый с территории Африки.

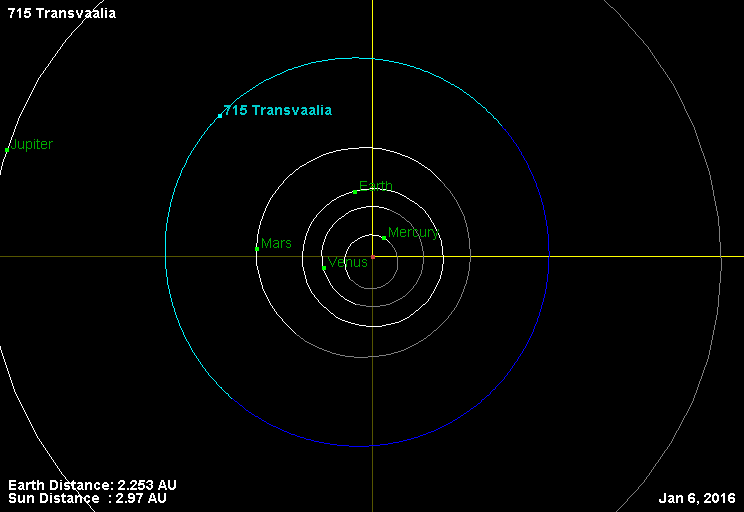
Орбита астероида (715) Трансваалия и его положение в Солнечной системе

23 апреля 1920 года, был обнаружен астероид 1920 GZ, получивший название (933) Сюзи. В 1928 году выяснилось, что (715) Трансваалия и (933) Сюзи — один и тот же объект. Название (715) Трансваалия осталось, а номер и имя (933) Сюзи были присвоены для астероида 1927 СН, обнаруженному 10 февраля 1927 года немецким астрономом Карлом Райнмутом.